# Metteniusa edulis
Metteniusa edulis är en tvåhjärtbladig växtart som beskrevs av Karst. Metteniusa edulis ingår i släktet Metteniusa och familjen Metteniusaceae. Inga underarter finns listade.